# إسماعيل باروسو
إسماعيل باروسو (بالإسبانية: Ismael Barroso)‏ (27 يناير 1983 في فنزويلا - ) هو ملاكم فنزويلي، صنّف ضمن فئة وزن الخفيف.

## إحصائيات
خاض خلال مسيرته 25 نزالا، فاز في 20 وتعادل في 2 وخسر في 3. فاز بالضربة القاضية في 19 نزالا.

## روابط خارجية
- إسماعيل باروسو على موقع بوكس ريك (الإنجليزية) (registration required)